# Falsas esperanzas
Falsas Esperanzas è un brano, secondo singolo estratto dall'album in lingua spagnola di Christina Aguilera Mi reflejo. Il singolo, pubblicato nel 2001, non è mai entrato nella Billboard Hot 100. Il singolo è stato inciso su disco fisico per il solo mercato spagnolo.
La canzone, scritta da Jorge Luis Piloto, racconta di un incontro tra la Aguilera e un uomo, al quale dice di non alimentare le sue false speranze e di non ingannarla come hanno già fatto altri uomini.

## Descrizione
Il brano è stato utilizzato come colonna sonora per la soap opera messicana Como en el cine ottenendo un successo immediato in Messico dove ha raggiunto la prima posizione della classifica dei singoli. Inoltre è entrata nella top 40 in Argentina e ha raggiunto la numero 1 in Cile e Costa Rica.

## Tracce
CD maxi
1. Falsas esperanzas (Album Version) – 2:57
2. Falsas esperanzas (Dance Radio Mix) – 3:26
3. Falsas esperanzas (Spanish Dance Club Mix) – 5:24
4. Falsas esperanzas (Tropical Mix) – 3:06
5. Falsas esperanzas (Strictly For Deejays Mix) – 7:07

## Classifiche
| Paese  | Posizione massima |
| ------ | ----------------- |
| Spagna | 15                |